# Clairvillia timberlakei
Clairvillia timberlakei är en tvåvingeart som först beskrevs av Margaret Walton 1914.  Clairvillia timberlakei ingår i släktet Clairvillia och familjen parasitflugor. Inga underarter finns listade i Catalogue of Life.